# غمد العصب

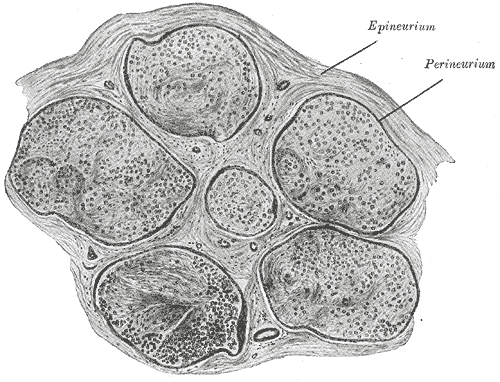
مقطع عرضي في العصب الظنبوبي.غمد العصب (Epineurium) المسمى أعلى اليمين.

غمد العصب هو الطبقة الخارجية من النسيج الضام السميك غير المنتظم المحيط بالعصب المحيطي. يحيط عادة بعدة حزم عصبية صغيرة بالإضافة إلى الأوعية الدموية التي تروي العصب. تنفذ الفروع الصغيرة من الأوعية الدموية ضمن غمد العصب. يتواجد إلى جانب الأوعية الدموية المروية للعصب عدد من الخلايا اللمفاوية والأرومات الليفية التي تساهم في إنتاج ألياف الكولاجين والتي تشكل بدورها البنية الأساسية لغمد العصب. تؤمن الخلايا اللمفاوية والأرومات الليفية الدعم الهيكلي، وتلعب أيضًا دورًا حيويًا في الحفاظ على الأنسجة المحيطة وإصلاحها.
حين يغادر العصب الشوكي القناة الشوكية عبر الثقبة بين الفقرية ينغلف بطبقتين من السحايا الشوكية، هما الأم العنكبوتية والأم الجافية، ليشكلا غلافًا جافيًا من النسيج الضام يُدعى غمد العصب. يتشكل القسم الخارجي من الغلاف من الغمد الخارجي الذي يسمح بتغير مسار العصب الطولاني وامتصاص التوتر الطولاني. تُسمى طبقة الغمد التي تمتد داخل العصب لتحدد الحزم بالغمد الداخلي. تشكل الطبقتان معًا غمد العصب، وتختلف ثخانته على مسير العصب. يكثر وجود غمد العصب حول المفاصل عادةً، إذ تتمثل وظيفته في حماية الأعصاب من التمطط والأذية الناتجة عنه. يتكون غمد العصب بصورة رئيسية من الكولاجين.

## الأهمية السريرية
يوجد إجراء جراحي شائع لإصلاح العصب المتمزق عبر الغمد، ويُطلق عليه مصطلح إصلاح الغمد.
تبقى أورام شوان مغلفة بالغمد بالكامل أغلب الأحيان أثناء نموها.
يمكن استخدام الحواجزالغمدية للحد من تشكل الأورام العصبية بعد تهتك العصب. يعد غمد العصب حاجزًا فعالًا في وجه تنشؤات المحور العصبي.